# かなたの子
『かなたの子』（かなたのこ）は、角田光代による短編小説集。
表題作「かなたの子」をはじめとした『文學界』と『オール讀物』に掲載された8作が加筆・修正され、2011年12月19日に文藝春秋から刊行された。著者が3年ほど前に日本各地を巡り、耳にした言い伝えや物語からヒントを得て執筆されたもので、主人公たちの逃れられない過去の罪や記憶に残る罪悪感、自己を見失う恐怖を題材に幻想的な世界が構築され、人間の業や命の本質についてを問う作品となっている。2012年、第40回泉鏡花文学賞を受賞。選考委員の嵐山光三郎は「女性の生理的な感覚が鋭く、イメージが斬新。物語が深く、一つ一つが無数の破片となって突き刺ってくるよう」と述べ、村松友視も「日常生活にある“闇”を泉鏡花とは違う形で示している」と評価した。2013年11月10日、文春文庫版が刊行された。
2013年12月に、WOWOWの連続ドラマW枠でテレビドラマ化された。

## 各話あらすじ&登場人物

### おみちゆき
- 初出：『文學界』2008年1月号

### 同窓会
- 初出：『オール讀物』2008年4月号

田舎の町から東京に出てきた者だけで毎年開催される同窓会に、今年も亮一は参加した。誰も一言も触れないが、この会には「あのひのこと」を決して忘れない、口外しないと確認し合う意味合いがある。しかし亮一はずっと疑問に思い、罪の意識に苛まれてきた。結城大吾が亡くなったのは本当に事故だといえるのか？
亮一
東シナ海にせりだした半島の町出身。都内の大学に合格して上京し、放送局で総務の仕事についている。亜佐美という妻と、拓生（たくみ）という次に年中組になる息子がいる。40過ぎ。閉所恐怖症かつ暗所恐怖症。時折、過呼吸の発作を起こす。
小原 利恵
デパート勤務。亮一の小学校の同級生。独身。同窓会ではなんとなく会計係を引き受けている。
深田 紀一
昨年よりかなり太っている。亮一の小学校の同級生。
林田 正典
幹事。亮一の小学校の同級生。
佐藤 真
大学進学で上京したが、2年留年したあと学費の不払いで除籍になり、その後はずっと海外で放浪している。最初は海外の写真を撮って日本に帰り、出版社に売りこんでいたが、30代になる頃からはほとんど帰国しなくなった。カンボジアで学校を作る手伝いをしている。
桑原 悦二
大学時代に真と親しかった男。
結城 大吾
小学校時代に亡くなった亮一らの友達。荒れた廃墟のような古びた石造りの2階建てのアパートに住んでいた。両親は共働き。背が低く、丸顔のやわらかい顔立ちをしている。

### 闇の梯子
- 初出：『文學界』2008年11月号

### 道理
- 初出：『オール讀物』2009年11月号

岩淵啓吾は妻と喧嘩した日、8年前に交際していた野宮朔美に連絡をとってみた。当然変わっているだろうと思っていた電話番号は変わっておらず、久々に会うことができた2人は楽しい時間を過ごす。それからも度々会い続けたが、「世界の道理」「道理をわかっていないと間違った方向に向かう」「道理をわかっていないときは間違った人といろいろあった」など、次第に啓吾は朔美の言動がおかしいことに気付く。朔美と別れた時、そのきっかけとなったヨガ講師がよく言っていた「道理」というものの受け売りを話したのは確かに自分だ。しかし朔美はその言葉や思考をどんどん自分で突き詰め、洗脳されていったようであった。
岩淵 啓吾（いわぶち けいご）
朔美には「イワくん」と呼ばれている。
岩淵 静江（いわぶち しずえ）
友人が企画した「三十路合コン」で会って2年程付き合い、啓吾と5年前に結婚した妻。啓吾は36歳、静江34歳だった。喧嘩は日常茶飯事。川崎の分譲マンションに住んでいる。
野宮 朔美（のみや さくみ）
啓吾と6年間交際していたが、啓吾が30歳の時にヨガ講師に恋をしたため別れを告げられ、8年前に別れた。気遣いができ、相手がかすかにでも後悔するようなことを決して言わない。未婚。文房具メーカー勤務。啓吾より2つ年下で40歳近いにもかかわらず20代でも通るような容姿をしている。
ヨガ講師
啓吾が朔美と別れてまで追いかけた「運命の人」。切れ長の目と薄い唇で一般的に美人の部類に入る顔立ちをしている。
田中 深雪（たなか みゆき）
啓吾の不倫相手。経理部。30代前半。飲み会に誘われ、酔った勢いでその日のうちに関係をもってしまった。

### 前世
- 初出：『文學界』2011年4月号

### わたしとわたしではない女
- 初出：『オール讀物』2011年10月号

### かなたの子
- 初出：『文學界』2010年3月号

文江が嫁いだ村では、生まれるより先に死んでしまった子に名前などは決してつけてはいけない、死産で生まれた子の墓には菓子も玩具も供えてはいけないというしきたりがある。なぜならば、「彼方の世界」に行くことができないからだ。生まれなかった子は次に生まれてくるのだという。しかしそんなことが信じられない文江は、あと1か月で生まれてくるはずだった子に「如月」と名前をつけ、こっそりと毎日墓へ行って呼びかけた。そんな姿を義母にこっぴどく叱られた文江だったが、次の子を身ごもってもやはりそれが如月の生まれ変わりだとは思えず、夢に現れた如月が言った「今お腹にいるのはあたしではないよ。あたしはくけどにいるよ。」という言葉を信じ、ある日誰にも何も告げずに1人でくけどへ向かう。
文江
妊娠8か月目に流産してしまった子を密かに如月と名付ける。
真一
文江の夫。
義母
真一の母。しきたりにうるさい。
信子
文江の家から3軒先に住んでいる女。女の子を産んだ。

### 巡る
- 初出：『オール讀物』2010年10月号に加筆修正

目を開けた豆田日都子は自分の顔をのぞきこむ多数の顔に驚いたが、次第に自分がパワースポット巡りに参加中で、M山に登っている最中だったことを思い出す。気を失っていた自分を気にかけてくれた他の登山メンバーの話を聞きながら、日都子は娘・なつきの行方を考えるが、泣き声が聞こえていつものように霞みがかかって何がなんだかわからなくなる。あの子は一体どこへ行ってしまったのだろう？
豆田 日都子（まめた ひとこ）
登山初心者。母親が自分に対してしてきたことで嫌だったことは決して自分の娘にはしたくないと思っている。大学卒で、教職免許を持っている。
近藤 晋太郎
登山者。ごま塩頭の初老の男。元区議会議員。長年介護をしていた寝たきりの奥さんがいたが、亡くなった。
ミツケ
登山者。化粧が濃く、20代にも50代にも見える年齢不詳の女。
ソメノ
登山者。パンチパーマほどに強いカールをしている中年女性。18年前に夫を亡くしている。
トガ
登山者。眉毛と髭剃り痕の濃い青年。
寛
日都子の元夫。20歳にもならない風俗嬢と浮気をしたため別れた。
なつき
日都子と寛の娘。

## 書籍情報
- 単行本：文藝春秋、2011年12月19日、ISBN 978-4-16-381100-0
- 文庫：文春文庫、2013年11月10日、ISBN 978-4-16-767210-2

## テレビドラマ
WOWOWの「連続ドラマW」枠で2013年12月1日から22日にテレビドラマ化され放送された。小説は1作1作が別の話になっており繋がりが無いのに比べ、テレビドラマはその中の「巡る」「道理」「同窓会」「かなたの子」の4作を、1話ごとに1人ずつフィーチャーしながらも全体的には「巡る」に出てくる豆田日都子を主人公として共通した世界観で描いている。

### キャスト
野村 八重子
演 - 藤村志保（70年前：桜田ひより）
日都子の祖母
豆田 日都子
演 - 坂井真紀（30年前：奥森皐月）
一人娘を育てるシングルマザー。富士登山者
豆田 文江
演 - 坂井真紀
日都子の母
豆田 なつき
演 - 岩崎未来
日都子の娘
野宮 朔美
演 - 満島ひかり
野宮 綾子
演 - 石橋けい
田中 深雪
演 - 比留川游
啓吾と同僚
岩渕 啓吾
演 - 宮﨑将
富士登山者
岩渕 静江
演 - 広澤草
啓吾の妻
戸上 佐和
演 - 鶴田真由
野澤 亮一
演 - 井浦新（25年前：菅原麗央）
富士登山ガイド
佐藤 真
演 - 永瀬正敏（25年前：大橋律）
山小屋の管理人
大吾
演 - 今西春翔
正典
演 - 池内万作（25年前：近藤礼貴）
利恵
演 - 原田麻由（25年前：琴子）
近藤 晋太郎
演 - 鈴木晋介
富士登山者
見附 あい
演 - 大西礼芳
富士登山者
青山 ソメノ
演 - 伊佐山ひろ子
富士登山者

### スタッフ
- 原作 - 角田光代
- 監督 - 大森立嗣
- 脚本 - 高橋泉
- 音楽 - MONO「kanata」[7][8]
- 製作著作 - WOWOW

### 放送日程
| 放送回 | 放送日   | サブタイトル |
| ------ | -------- | ------------ |
| 第1話  | 12月01日 | 巡る         |
| 第2話  | 12月08日 | 道理         |
| 第3話  | 12月15日 | 同窓会       |
| 最終話 | 12月22日 | かなたの子   |

| WOWOW 連続ドラマW              | WOWOW 連続ドラマW                     | WOWOW 連続ドラマW               |
| 前番組                         | 番組名                                | 次番組                          |
| ------------------------------ | ------------------------------------- | ------------------------------- |
| LINK （2013.10.6 - 2013.11.3） | かなたの子 （2013.12.1 - 2013.12.22） | 血の轍 （2014.1.19 - 2013.2.9） |